# Idaea microphysa
Idaea microphysa är en fjärilsart som beskrevs av George Duryea Hulst 1896. Idaea microphysa ingår i släktet Idaea och familjen mätare. Inga underarter finns listade i Catalogue of Life.